# Skattekort
Skattekort – norweska karta podatkowa, zawiera informacje o wysokości zarobków oraz potrąceń podatkowych w danym roku podatkowym.
Dokument ten jest wystawiany przez Urząd Podatkowy w miejscu zamieszkania w Norwegii i jest niezbędny w przypadku ubiegania się o zwrot podatku za pracę za granicą.